# PWS-10
 (пољ. PWS-10) је ловачки авион направљен у Пољској. Авион је први пут полетео 1930. године. 

Распон крила авиона је био 11,00 метара, а дужина трупа 7,70 метара. Празан авион је имао масу од 1120 килограма. Нормална полетна маса износила је око 1500 килограма.

## Наоружање
| Наоружање авиона:              |     |
| Ватрено (стрељачко) наоружање  |     |
| Топ                            |     |
| Митраљез                       |     |
| Број и ознака митраљеза        | 2   |
| Калибар                        | 7,7 |
| Бомбардерско наоружање (бомбе) |     |
| Ракетно наоружање (ракете)     |     |